# The King of Limbs
The King of Limbs er navnet på det ottende studiealbum af engelske band Radiohead. Albummet blev udgivet som digital download på bandets egen hjemmeside den 18. februar 2011, og derefter udgivet på CD og vinyl den 28. marts. 
Som promotion til albummet, blev der udgivet en avis med titlen The Universal Sigh, der indeholder noveller og brudstykker af tekst, hvor nogle af dem er citater fra albummets sangtekster. I Danmark blev den udgivet i 100 gratis eksemplarer, der blev omdelt på Københavns Universitet på Amager.
"The King of Limbs" fortsætter den eksperimenterende stil fra forgængeren "In Rainbows", hvor det primært er en elektronisk lyd, der dyrkes. 
Albummet har fået meget blandede anmeldelser i den danske presse. Musikmagasinet Gaffa har rost den og givet den 5 stjerner, mens Undertoners anmelder er mindre begejstret, og har givet den 3 stjerner.

## Trackliste
- Bloom
- Morning Mr Magpie
- Little By Little
- Feral
- Lotus Flower
- Codex
- Give Up The Ghost
- Separator